# Zeche Buschbank
Die Zeche Buschbank ist ein ehemaliges Steinkohlenbergwerk in Sprockhövel-Obersprockhövel. Das Bergwerk war auch unter den Namen Zeche Buschbank & Nebenbank, Zeche Buschbank Altes Werk und Zeche Buschbank Nebenbank Altes Werk bekannt. Das Bergwerk ist die östliche Fortsetzung der Hohen Bank. Die Zeche Buschbank war eine von 19 Sprockhöveler Zechen, die auch als Crone’sches Revier bezeichnet wurden.

## Geschichte

### Die Anfänge
Am 10. Februar 1687 erfolgte die Verleihung des Längenfeldes Buschbank & Nebenbank, das Feld befand sich westlich der geologischen Störung. Am 17. Februar desselben Jahres wurde das Längenfeld Buschbank & Nebenbank östlich der geologischen Störung verliehen. Das Bergwerk befand sich im Leckebuschfeld. Die Grubenfelder wurde an den Gewerken Heinrich Leckebusch verliehen. Am 7. Oktober des Jahres 1739 wurden die Berechtsame und die Betriebsanlage verliehen. Die Anlage befand sich ca. 400 Meter nördlich der heutigen Wuppertaler Straße beiderseits der Nockenbergstraße, nahe Sieper & Müller. Das Grubenfeld grenzte an die östliche Markscheide der Zeche Friedrich Wilhelm. Abgebaut wurde im Flöz Hohebank (Dreckbank). In diesem Betriebsjahr (1739) hatte das Bergwerk bereits hohe Kosten. Da das Bergwerk ausgekohlt war, war es in den Jahren 1754 und 1755 außer Betrieb.

### Der weitere Betrieb
In den Jahren 1758 und 1759 war das Bergwerk nachweislich wieder in Betrieb. Ab dem Jahr 1784 wurde das Bergwerk über den Christsieper Stolln gelöst. Am 14. Juli desselben Jahres wurde das Bergwerk durch den Leiter des märkischen Bergamtsbezirkes, den Freiherrn vom Stein befahren. Zum Zeitpunkt der Befahrung war auf dem Bergwerk ein Schacht in Betrieb. Der Schacht hatte eine Teufe von 27 Lachtern. Vom Stein machte in seinem Protokoll Angaben über den Zustand des Bergwerks und die Leistung der dort beschäftigten Bergleute. Insbesondere bemängelte Vom Stein die teilweise gravierend unterschiedlichen Leistungen der Hauer. Er gab an den zuständigen Obersteiger die Anweisung, solche Missstände genauer zu kontrollieren und durch geringere Entlohnung zu maßregeln. Im Jahr 1786 war das Bergwerk weiterhin in Betrieb, als Haspelzieher waren damals, was für den Bergbau eigentlich unüblich ist, zwei Frauen beschäftigt. Im Jahr 1796 waren auf dem Bergwerk die Schächte 16 (Johannes), 17 (Leckebusch) und 18 (Johann Caspers) in Betrieb. Ab diesem Zeitpunkt gehörte das Bergwerk zum Befahrungsrevier des Obersteigers Agats.
Am 8. April 1797 wurde das Baufeld Buschbank Altes Werk in Betrieb genommen. Im Jahr 1800 waren auf dem Baufeld Buschbank die Schächte Ferdinand und Forelle in Betrieb. Am 31. Januar desselben Jahres wurde damit begonnen, den Schacht Residium abzuteufen, anschließend erfolgte der Abbau am Schacht Residium. Am 3. Februar wurden die Baufelder Buschbank & Altes Werk und Buschbank Nebenbank Altes Werk stillgelegt. Ab dem 31. Juli lag das Bergwerk in Fristen. Im Januar 1803 wurde auf dem Baufeld Buschbank mit der Auffahrung eines Querschlages begonnen. Im Juni desselben Jahres erneuter Abbaubeginn auf dem Baufeld Buschbank Nebenbank Altes Werk, gefördert wurde über den Schacht Residium. Im Jahr 1804 war auf dem Baufeld Buschbank der Schacht Amalie in Förderung, auf dem Baufeld Buschbank Nebenbank wurde mit dem Abbau begonnen. Das gleichnamige Flöz Buschbank Nebenbank, das in dem Feld Buschbank Nebenbank vorhanden war, war ein schlechtes Flöz. Abgebaut wurden die Kohlen im Flöz Buschbank Nebenbank nur, um die Vorräte aus dem anderen Flöz zu ergänzen. Das Baufeld Buschbank Nebenbank Altes Werk wurde im Laufe des Jahres erneut stillgelegt. Ein Jahr später war das Baufeld Buschbank außer Betrieb, es wurde nur auf dem Buschbank Nebenbank gefördert.
Auf dem Baufeld Buschbank ging im Jahr 1810 der Schacht Hähner und im Jahr 1815 der Schacht Regina in Betrieb. Im 3. Quartal des Jahres 1820 wurde das Baufeld Buschbank Nebenbank, nach Abbau der Kohlen über die Christsieper Stollensohle, stillgelegt. Im Jahr 1826 erfolgte die Lösung durch den Herzkämper Erbstollen. 1827 erfolgte die Wiederinbetriebnahme des Baufeldes Buschbank, zusammen mit der Gesellschaft Sieper & Mühler wurde der gemeinsame Schacht Hoffnung geteuft. Der Durchschlag des Schachtes Hoffnung mit Christsieper Erbstollenort und mit dem darunter liegenden Flügelort von Buschbank Nebenbank erfolgte 1828. In den darauffolgenden Jahren waren abwechselnd verschiedene Schächte in Betrieb. 1830 wurde über den Schacht Heinrich, 1835 über den Schacht Peter und 1840 über die Schächte Peter und Caspar gefördert. Schacht Caspar war ein tonnlägiger Schacht mit einer Teufe von 91 Metern, Schacht Peter war ein Schacht der zunächst etwa 40 Meter seiger und anschließend 30 Meter tonnlägig verlief. Am 13. Oktober erfolgte eine erneute Vermessung. 1844 wurde mit Versuchsarbeiten begonnen. Von 1845 bis 1847 war der Schacht Rudolph in Förderung, im Jahr 1845 auch für das Baufeld Nebenbuschbank. Das Bergwerk war dann noch bis zum Jahr 1850 nachweislich in Betrieb.

### Die letzten Jahre
Nach 1850 war das Bergwerk für einige Jahre außer Betrieb und wurde im Jahr 1855 erneut in Betrieb genommen. Die Förderung erfolgte über den Schacht Heinrich der Zeche Glückauf. 1860 erfolgte der Abbau im Flöz Buschbank Nebenbank. Zum Ende des Jahres 1861 war das Bergwerk erneut außer Betrieb und ab 1863 kurzzeitig wieder in Betrieb. Am 28. August 1865 erfolgte die Konsolidation von Buschbank und Nebenbuschbank mit der Zeche Glückauf.

## Förderung und Belegschaft
Die ersten Belegschaftszahlen sind aus dem Jahr 1784 bekannt, in diesem Jahr waren zwei Hauer und ein Schlepper auf dem Bergwerk beschäftigt. Im Jahr 1800 Jahr arbeiten elf Bergleute auf der Zeche. Die ersten Förderzahlen stammen aus dem Jahr 1805, es wurden 9503 Ringel, das sind 713 Tonnen, Steinkohle gefördert. Im Jahr 1808 sank die Förderung auf 9193 Ringel (639 Tonnen). Im Jahr 1830 betrug die Förderung 932 Tonnen, sie stieg im Jahr 1835 auf 1057 Tonnen. Im Jahr darauf wurde bereits eine Förderung von 2744 Tonnen Steinkohle erbracht. Im Jahr 1839 wurde mit 2378 Tonnen die maximale Förderung des Bergwerks erzielt. Ein Jahr später sank die Förderung auf 1772 Tonnen. Im Jahr 1845 wurden mit neun Bergleuten 1079 Tonnen Steinkohle gefördert. Im Jahr 1850 wurden mit neun Bergleuten 1688 Tonnen gefördert. Die letzten Förderzahlen und Belegschaftszahlen stammen aus dem Jahr 1860. In diesem Jahr wurden mit 24 Bergleuten 4198 Tonnen Steinkohle gefördert.

## Heutiger Zustand
Heute ist das Grubenfeld der ehemaligen Zeche Buschbank Bestandteil des Herzkämper Mulde Weges. In dem Grubenfeld der ehemaligen Zeche sind noch mehrere Pingen vorhanden. Sie stammen teilweise aus einer Zeit, als in dem Grubenfeld Kohlengräberei betrieben wurde.